# Zoològic Bíblic de Jerusalem
El Zoològic Bíblic de Jerusalem (en hebreu: גן החיות התנ"כי) és un jardí zoològic situat al barri de Malha de Jerusalem, a Israel. És famós per la seva col·lecció d'animals salvatges que són mencionats a la Bíblia hebrea, així com pel seu èxit en la cria d'espècies en perill d'extinció.
D'acord amb Dun and Bradstreet, el zoològic bíblic va ser l'atracció turística més popular a Israel de 2005 a 2007, i va registrar un rècord de 738.000 visitants el 2009. El zoològic comptava amb uns 55.000 membres el 2009.